# Helgo Zettervall
Helgo Nikolaus Zettervall (også Zetterwall, 21. november 1831 i Lidköping – 17. marts 1907 i Stockholm) var en svensk arkitekt og professor ved Kungliga Akademien för de fria konsterna. Han var far til Folke Zettervall. 1882–97 var han chef for Överintendentsämbetet.

## Udvalgte arbejder
- Billinge kirke
- Björnstorp slot
- Bolinderska palatset
- Bräkne-Hoby kirke
- Carl Gustafs kirke
- Djäkneskolan
- Häckeberga slot
- Hällaryd kirke
- Källstorp kirke
- Lunds Universitet
- Nosaby kirke
- Oscar Fredriks kirke
- Palmeska huset
- Torhamn kirke
- Västra Vram kirke
- Österslöv kirke
- Ombygning af Egeskov Slot